# Tlogoweru
Tlogoweru is een bestuurslaag in het regentschap Demak van de provincie Midden-Java, Indonesië. Tlogoweru telt 2310 inwoners (volkstelling 2010).